# Cinelerra
Cinelerra — вільна професійна відеомонтажна система для операційної системи Linux.
Програма надає єдине оточення для редагування звуку і відео.  Редактор надає засоби редагування за шкалою часу, підтримує режим обробки відео в реальному часі (накладення потоків, застосування фільтрів і ефектів), дозволяє задіяти шейдери OpenGL. Cinelerra може працювати з відео та звуком дуже високої якості: звук обробляється з 64 бітною точністю, відео представляється в колірних просторах RGBA і YUVA.
Розробляється командою Heroine Virtual і поширюється на умовах GNU General Public License.

## Історія
У 1996 вийшла перша версія програми, яка тоді називалася Broadcast 1.0 і працювала тільки зі стерео аудіофайлами формату WAV. 
У 1997 Broadcast збільшила версію до 2.0.  Було додано багато ефектів для обробки звукового контенту. 
У 1999 році вийшла перша версія, яка могла працювати з відеофайлами, називалася вона Broadcast 2000. 
Пізніше назву Broadcast 2000 було замінено на Cinelerra.